# Chīchūrān
Chīchūrān (persiska: چيچوران, چی چوران) är en ort i Iran.   Den ligger i provinsen Kurdistan, i den nordvästra delen av landet, 500 km väster om huvudstaden Teheran. Chīchūrān ligger 1 633 meter över havet och antalet invånare är 366.
Terrängen runt Chīchūrān är kuperad.Runt Chīchūrān är det ganska tätbefolkat, med 93 invånare per kvadratkilometer. Närmaste större samhälle är Bāneh, 6,7 km nordväst om Chīchūrān. Trakten runt Chīchūrān består i huvudsak av gräsmarker.